# Janna Schweigmann
Janna Schweigmann (* 13. April 2002) ist eine deutsche Volleyballspielerin.

## Karriere
Schweigmann begann ihre sportliche Karriere als Fußballspielerin beim TSV Flacht. 2015 wechselte sie durch ihre Mutter bei den TSF Ditzingen zum Volleyball. 2017 kam sie zum Schickhardt-Gymnasium Stuttgart, einer Eliteschule des Sports, und damit zur zweiten Mannschaft von Allianz MTV Stuttgart. 2019 rückte die Junioren-Nationalspielerin in den Bundesliga-Kader der Stuttgarterinnen auf. 2020 wechselte sie zum Ligakonkurrenten NawaRo Straubing. Nach nur einer Saison beendete sie ihr Engagement in Straubing, um sich auf ihr Studium zu konzentrieren.
2022/23 startete Schweigmann ein Comeback beim Zweitligisten TV Waldgirmes. 2023/24 war sie in der 2. Bundesliga Pro bei Binder Blaubären TSV Flacht aktiv.
Seit dem 4. März 2025 spielt Schweigmann wieder für ihren Jugendverein TSF Ditzingen.